# Лі Джі Соль
Лі Джі Соль (кор. 이지솔, нар. 9 липня 1999) — південнокорейський футболіст, захисник клубу «Теджон Сітізен».

## Клубна кар'єра
Народився 9 липня 1999 року. У дорослому футболі дебютував 2018 року виступами за команду клубу «Теджон Сітізен», кольори якої захищає й донині.

## Виступи за збірні
У 2018 році у складі збірної Південної Кореї до 19 років взяв участь в юнацькому (U-19) кубку Азії в Індонезії. На турнірі він зіграв у трьох матчах і допоміг своїй команді стати фіналістом турніру. Цей результат дозволив команді до 20 років кваліфікуватись на молодіжний чемпіонат світу 2019 року у Польщі, куди поїхав і Лі.